# ジ・オーシャンレース
ジ・オーシャンレース（The Ocean Race）は、スペイン・アリカンテをスタート地とし、寄港地に寄りながら地球を一周するヨットレース。旧名はボルボ・オーシャンレース。単独無寄港のヴァンデ・グローブと違い、乗員は一人ではなくフルクルー。

## 歴史

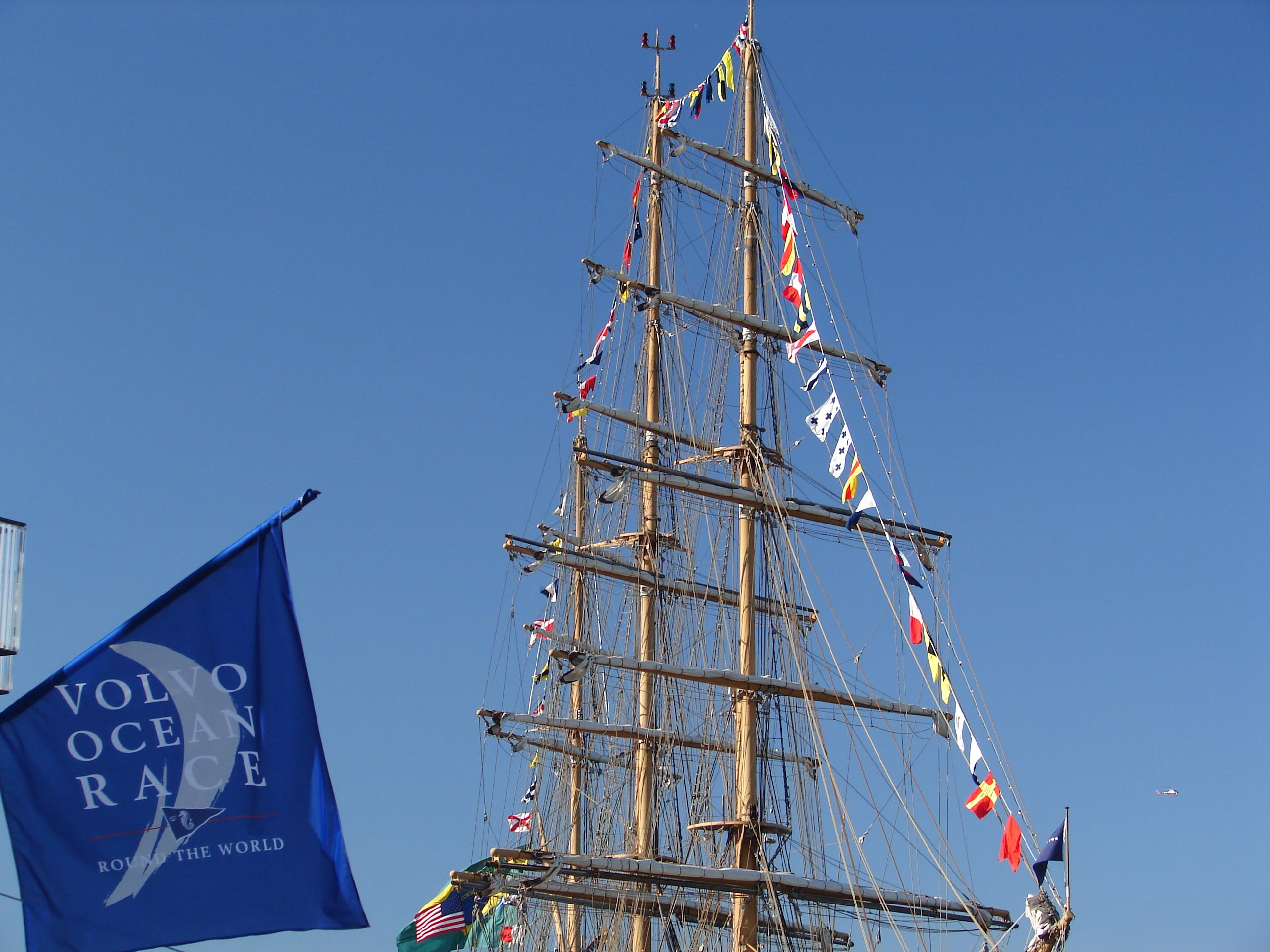
ボルボ・オーシャン・レース旗
米国ボルチモアのインナーハーバー

1973年にアメリカスカップに対抗し、長期の世界一周のヨットレースを行おうと、イギリスのビール会社（当時）・ウィットブレッドがスポンサーでBritish Royal Naval Sailing Associationの企画で「ウィットブレッド世界一周ヨットレース」としてスタートした。アメリカズカップが「海のF1」と称されるのに対して、こちらは「海のダカール・ラリー」と称される。
1993-1994年の大会には、小松一憲（ヤマハ）、原健（Tokio）、松永香（ハイネケン）の3名の日本人セーラーが、各々の所属する艇のクルーとして参加した。
2001-2002シーズンから冠スポンサーがボルボグループとボルボ・カーズに変更となり、名称が「ボルボ・オーシャンヨットレース」となった。なお、2011年秋から2012年夏にかけてのレースはNHK BS1とGAORAで放送している。
優勝しても賞金は無くトロフィーだけが贈られる。副賞として公式計時オメガシーマスターが贈られる。2005-2006大会までは4年に1度開催されていたが、その後は3年に1度の開催となっている。
2017-2018年の大会では、ピーター・バーリング（NZL）やブレア・チューク（NZL）、マルティーヌ・グラエル（BRA）といったリオ五輪金メダリストが乗り込んだことでも話題となった。
2018年5月31日、ボルボグループとボルボ・カーズは、「ボルボ・オーシャン・レース」から撤退すると発表した。それに伴い、名称が「ジ・オーシャンレース」に変更された。2021年から、アトランティック・オーシャン・レーシング・スペインが主催する。
2023年大会から艇の種類によって２クラスに分けてレースが行われる。2014-2015年大会から使用されてきたボルボオーシャン65（VO65）に加えてヴァンデ・グローブでも使用されているフォイル艇、IMOCA60が採用されることが決定している。

## 歴代の結果

ボルボ・オーシャンレースのルート
（2014-2015）

| 年度    | レグ数 | スターター | 出発点       | 到着点               | 優勝艇             | 優勝船長              |
| ------- | ------ | ---------- | ------------ | -------------------- | ------------------ | --------------------- |
| 1973-74 | 4      | 17         | ポーツマス   | ポーツマス           | Sayula II          | ラモン・カーリン      |
| 1977-78 | 4      | 15         | サザンプトン | サザンプトン         | Flyer              | Conny van Rietschoten |
| 1981-82 | 4      | 29         | サザンプトン | ポーツマス           | Flyer              | Conny van Rietschoten |
| 1985-86 | 4      | 15         | サザンプトン | ポーツマス           | L'Esprit d'Equipe  | リオネル・ペアン      |
| 1989-90 | 6      | 23         | サザンプトン | サザンプトン         | Steinlager 2       | ピーター・ブレイク    |
| 1993-94 | 6      | 14         | サザンプトン | サザンプトン         | NZ Endeavour       | グラント・ダルトン    |
| 1997-98 | 9      | 10         | サザンプトン | サザンプトン         | EF Language        | Paul Cayard           |
| 2001-02 | 10     | 8          | サザンプトン | キール               | Illbruck Challenge | John Kostecki         |
| 2005-06 | 9      | 7          | ビーゴ       | ヨーテボリ           | ABN Amro I         | マイク・サンダーソン  |
| 2008-09 | 10     | 8          | アリカンテ   | サンクトペテルブルク | Ericsson 4         | トルベン・グラエル    |
| 2011-12 | 9      | 6          | アリカンテ   | ゴールウェー         | Groupama 4         | フランク・カマ        |
| 2014–15 | 9      | 7          | アリカンテ   | ヨーテボリ           | Azzam              | イアン・ウォーカー    |
| 2017–18 | 10     | 7          | アリカンテ   | デン・ハーグ         | Dongfeng Race Team | Charles Caudrelier    |
| 2023    | 7      |            | アリカンテ   | ジェノア             |                    |                       |